# إدوارد إم. بيرك
إدوارد إم. بيرك (بالإنجليزية: Edward M. Burke)‏ هو محامي أمريكي، ولد في 29 ديسمبر 1943 في شيكاغو في الولايات المتحدة.